# みどりの地球
『みどりの地球』（みどりのちきゅう）は、1975年4月8日から1987年3月19日までNHK教育テレビジョンで放送されていた学校放送（教科：環境教育）である。

## 概要
大きな社会問題となっていた公害やその他の環境問題を取り上げていた番組。1974年8月と同年12月にそれぞれ3日間限定のパイロット版を放送した後、1975年4月にレギュラー放送を開始した。
1984年度までは小学校高学年（5年生・6年生）と中学生を対象にした理科と社会科の複合番組だったが、1985年度からは小学校高学年のみを対象とし、同時に一般的な教科に分類されない環境教育番組へとリニューアルした。また、当初はNHK本部（東京）が制作していたが、1981年度からはNHK名古屋放送局の制作番組になった。

## 放送時間
いずれも日本標準時、別の時間帯での再放送あり。
| 期間                          | 放送時間                                                 |
| ----------------------------- | -------------------------------------------------------- |
| 1975年4月8日 - 1976年3月16日  | 火曜日 14:00 - 14:19                                     |
| 1976年4月13日 - 1980年3月18日 | 火曜日 14:00 - 14:20                                     |
| 1980年4月8日 - 1982年3月16日  | 火曜日 14:05 - 14:20 放送枠が5分縮小。                   |
| 1982年4月6日 - 1985年3月12日  | 火曜日 13:45 - 14:00                                     |
| 1985年4月9日 - 1986年3月18日  | 火曜日 14:00 - 14:15                                     |
| 1986年4月10日 - 1987年3月19日 | 木曜日 14:15 - 14:30 1986年3月20日までは再放送枠だった。 |

## テーマ曲
- 照井栞  -（ただし1982年当時）

## リポーター
- 水沢有美（1975年度）[5]
- 沢井桃子（1976年度）
- 河辺孝子（1977年度）
- 伊藤豪（1978年度 - 1979年度）
- 小川露里（1978年度 - 1979年度）
- 木場剛（1980年度）
- 成宮裕子（1981年度）
- 堤聖月（1982年度）
- 沖村充代（1983年度 - 1984年度）
- 益川京子（1985年度 - 1986年度）